# 马斯多夫 (南安哈尔特)
马斯多夫（德語：Maasdorf，發音：[ˈmaːsˌdɔʁf]）是德国萨克森-安哈尔特州安哈尔特-比特费尔德县曾经的一个市镇，面积4.34平方千米，2012年6月5日人口为403人。2010年1月1日，马斯多夫与另外17个市镇合并为新市镇南安哈尔特。